# Grand Prix automobile de Saint-Sébastien
Le Grand Prix automobile de Saint-Sébastien est une course automobile créée en 1923 et disparue en 1930. Elle se déroulait sur le circuit de Lasarte et son édition 1926 fut Grand Prix d'Europe.

## Palmarès
| Année | Vainqueur               | Voiture        | Circuit | Résultats |
| ----- | ----------------------- | -------------- | ------- | --------- |
| 1923  | Albert Guyot            | Rolland-Pilain | Lasarte | Résultats |
| 1924  | Henry Segrave           | Sunbeam        | Lasarte | Résultats |
| 1925  | Albert Divo André Morel | Delage         | Lasarte | Résultats |
| 1926  | Jules Goux              | Bugatti        | Lasarte | Résultats |
| 1927  | Emilio Materassi        | Bugatti        | Lasarte | Résultats |
| 1928  | Louis Chiron            | Bugatti        | Lasarte | Résultats |
| 1929  | Louis Chiron            | Bugatti        | Lasarte | Résultats |
| 1930  | Achille Varzi           | Maserati       | Lasarte | Résultats |

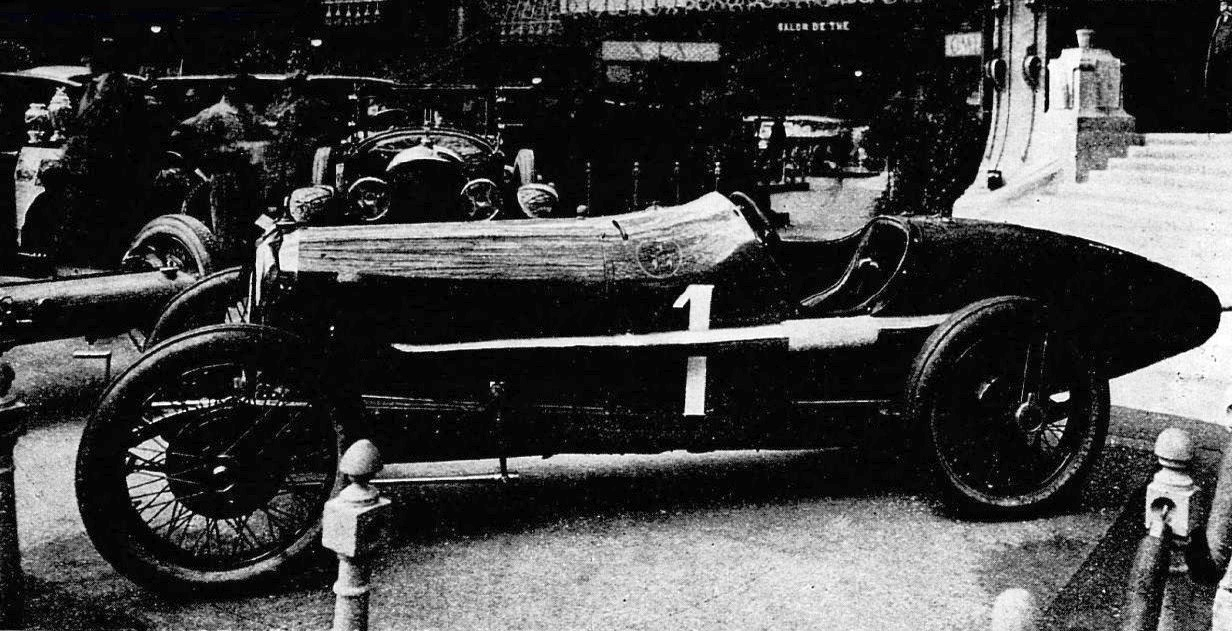
La Rolland-Pilain victorieuse du GP de Saint-Sébastien (coupe du Roi d'Espagne) en 1923 avec Albert Guyot.
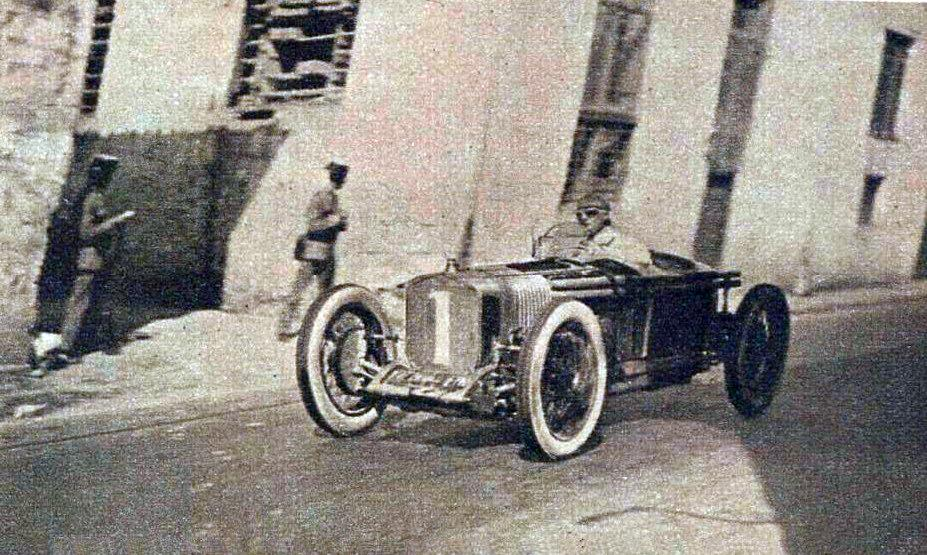
Albert Divo, vainqueur en septembre 1925.
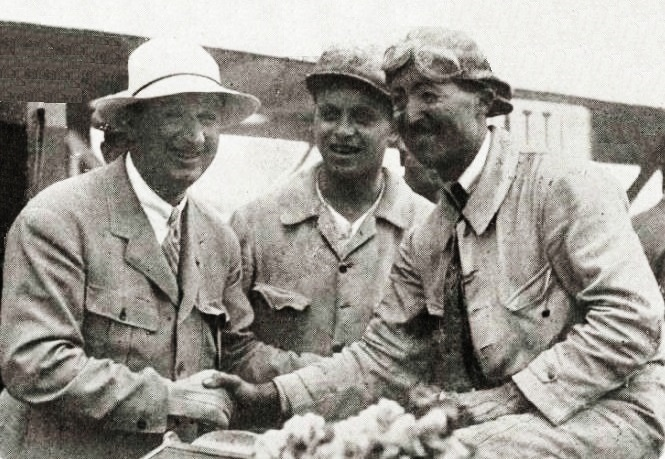
Ettore Bugatti et Jules Goux, en 1926.
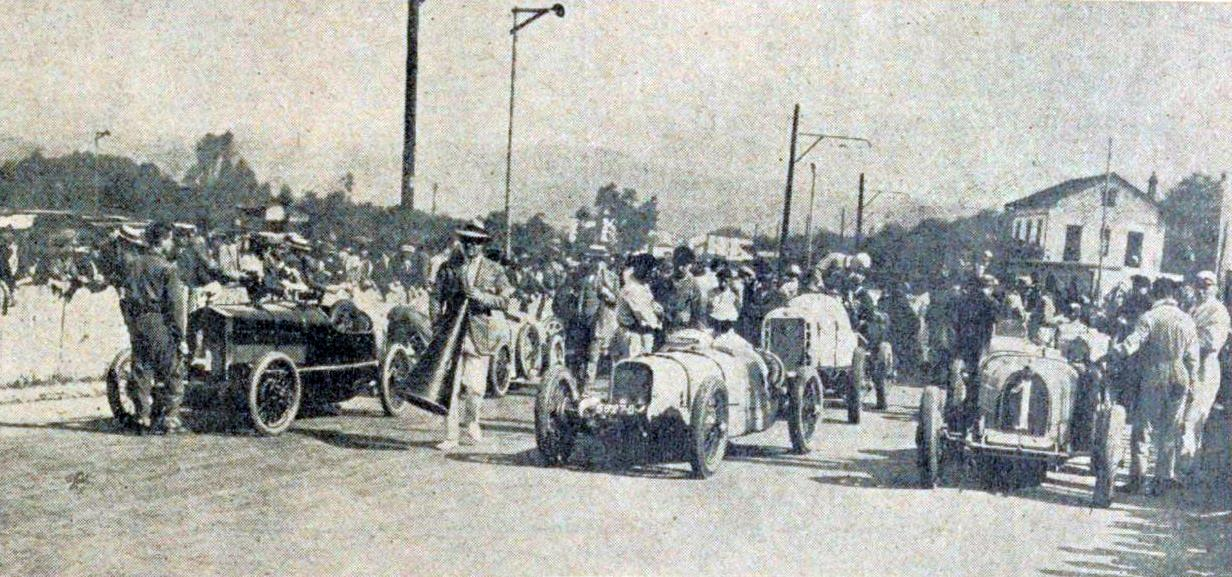
Départ du Grand Prix de Saint-Sébastien 1927 (n°1 à D. la Bugatti de Materassi le futur vainqueur).
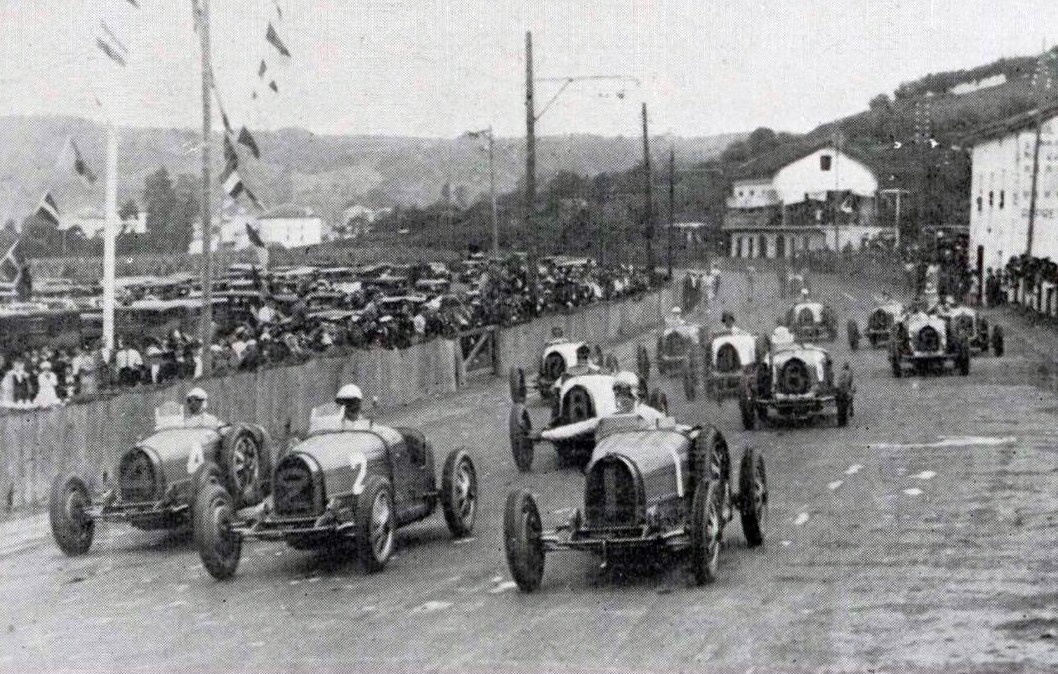
Départ du Grand Prix de Saint-Sébastien 1929.
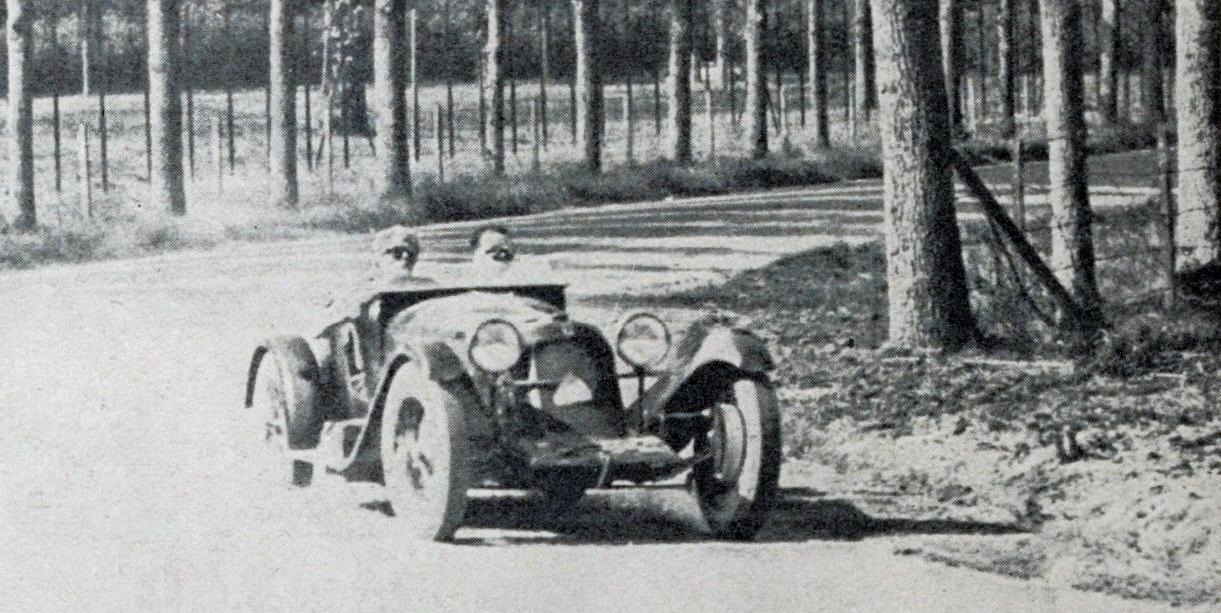
Achille Varzi, vainqueur en 1930.